# Dacia Logan III
Dacia Logan III este o mașină de oraș versatilă de la producătorul român Dacia, dezvoltat de grupul Renault care îl comercializează și sub brandul Renault pe diferite piețe. Este a treia generație de Logan și este succesorul lui Logan II.
Dacia Logan III este construită pe platforma CMF-B LS (Low Specification), asemănătoare cu cea utilizată și de modelele contemporane Renault. Aceasta este o îmbunătățire majoră din punct de vedere structural și al siguranței față de platforma B0, inaugurată în 2004, pe care fuseseră bazate generațiile anterioare ale mașinii. 

## Istoric
Pe 7 septembrie 2020, Dacia a lansat a treia generație de Logan, Sandero și Sandero Stepway. Noul model Logan a fost de la început gândit pentru o piață mai restrânsă decât cea din trecut, nefiind lansat în Europa de Vest. În anii următori, acesta a dispărut de pe unele piețe în care fusese lansat în 2020, precum Spania, Cehia și Polonia.
În iunie 2022 Dacia a aunțat o restilizare a tuturor modelelor care să introducă noua identitate vizuală a brandului. Astfel, pentru 2023, modelul Logan a primit o grilă cu design nou care încorporează noul logo „Dacia Link”, siglele vechi de pe volan și portbagaj au fost înlocuite de logotipul Dacia, iar elementele cromate din faruri și interior au fost înlocuite cu unele albe sau vopsite în gri.

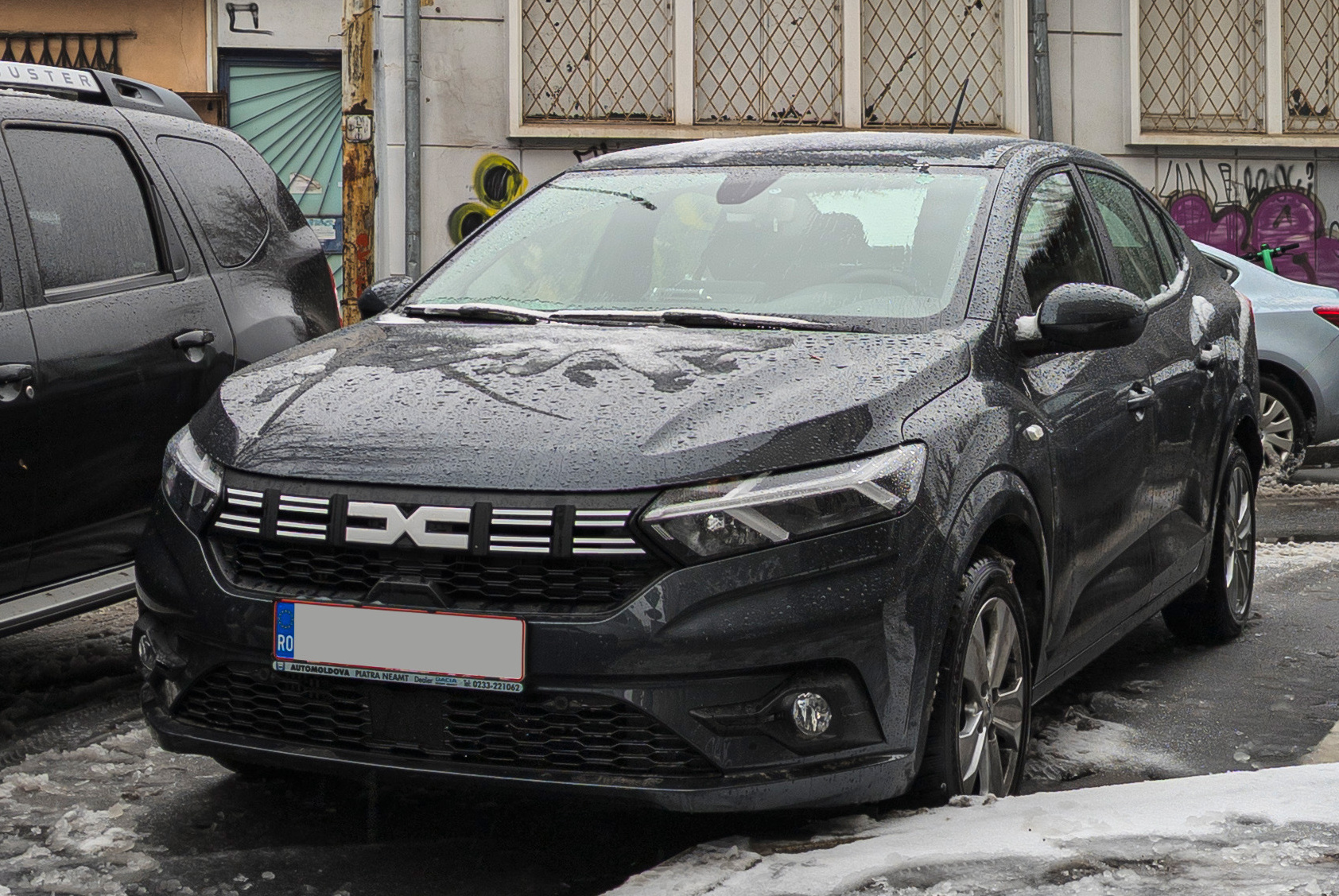
Partea din față a Dacia Logan 2023
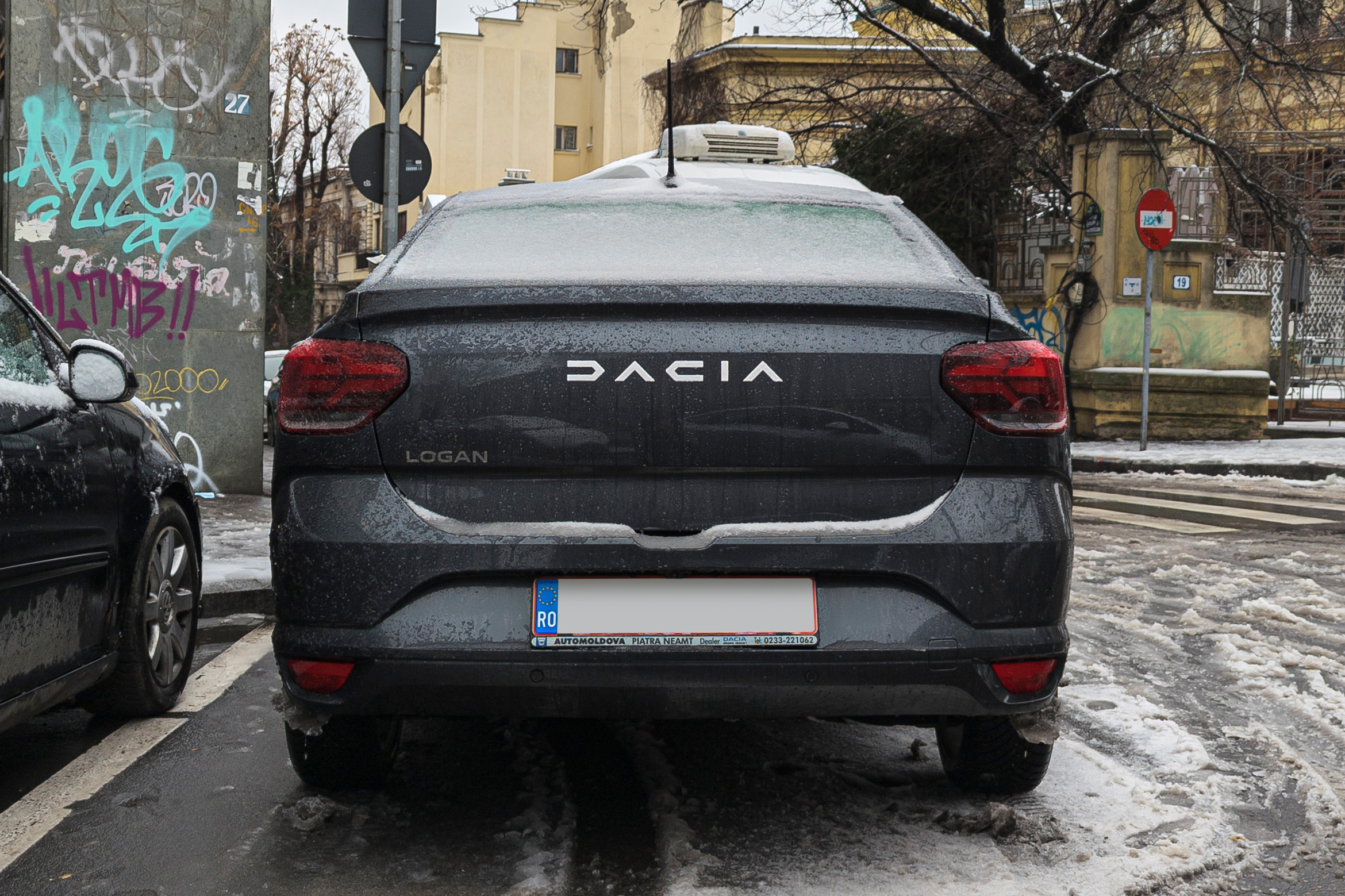
Partea din spate a Dacia Logan 2023